# María José Rallo
María José Rallo del Olmo (Castellón de la Plana, 1971) es una ingeniera civil y economista española, presidenta de la Agencia Estatal de Meteorología desde 2023. Previamente, entre 2018 y 2023, fue secretaría general de Transportes y Movilidad.

## Trayectoria
Estudio Ingeniería de Caminos, Canales y Puertos por la Universidad Politécnica de Madrid y es licenciada en Economía por la UNED. Además, tiene un máster en Análisis y Gestión de Políticas Públicas por la Universidad Carlos III y ha cursado el Programa de Liderazgo para la Gestión Pública del IESE.
En 1998 entró en el Cuerpo de Ingenieros de Caminos, Canales y Puertos del Estado y ha desarrollado toda su carrera profesional en el Ministerio de Transportes, Movilidad y Agenda Urbana.
Desempeñó los cargos de jefa del Gabinete Técnico de la Secretaría General de Transportes, subdirectora general de Estudios y Proyectos de la Dirección General de Carreteras y vocal asesora del Gabinete del Secretario de Estado de Infraestructuras y Planificación.
En junio de 2018 fue nombrada secretaria general de Transportes y Movilidad en el Ministerio de Transportes, Movilidad y Agenda Urbana, cargo que fue confirmado por el Consejo de Ministros el 11 de febrero de 2020. En el contexto de la pandemia de Covid-19, formó parte del comité técnico de seguimiento.
Tras cesar como secretaria general a principios de diciembre de 2023, fue nombrada presidenta de la Agencia Estatal de Meteorología a finales de dicho mes.